# Music from The Body
Music from The Body ist der Soundtrack zu Roy Battersbys Dokumentarfilm The Body (1970), komponiert von Ron Geesin und Roger Waters.

## Entstehung
Die Musik wurde in Kollaboration von Pink-Floyd-Mitglied Roger Waters und Komponist und Arrangeur Ron Geesin geschrieben, nachdem die beiden im gleichen Jahr bereits bei Atom Heart Mother zusammengearbeitet hatten. Das Album macht häufigen Gebrauch von so genannter Biomusik, indem körpereigene Geräusche des Menschen (Klatschen, Atmen, Lachen, Flatulenzen etc.) eingebunden werden. Auf Give Birth to a Smile, dem letzten Lied, sind alle Mitglieder von Pink Floyd sowie Ron Geesin am Klavier zu hören. David Gilmour, Nick Mason und Richard Wright werden allerdings nicht auf dem Cover erwähnt.

## Titelliste
Erste LP-Seite
1. Our Song (Geesin/Waters) – 1:24
2. Sea Shell and Stone (Waters) – 2:17
3. Red Stuff Writhe (Geesin) – 1:11
4. A Gentle Breeze Blew Through Life (Geesin) – 1:19
5. Lick Your Partners (Geesin) – 0:35
6. Bridge Passage for Three Plastic Teeth (Geesin) – 0:35
7. Chain of Life (Waters) – 3:59
8. The Womb Bit (Geesin/Waters) – 2:06
9. Embryo Thought (Geesin) – 0:39
10. March Past of the Embryos (Geesin) – 1:08
11. More Than Seven Dwarfs in Penis-Land (Geesin) – 2:03
12. Dance of the Red Corpuscles (Geesin) – 2:04

Zweite LP-Seite
1. Body Transport (Geesin/Waters) – 3:16
2. Hand Dance — Full Evening Dress (Geesin) – 1:01
3. Breathe (Waters) – 2:53
4. Old Folks Ascension (Geesin) – 3:47
5. Bed-Time-Dream-Clime (Geesin) – 2:02
6. Piddle in Perspex (Geesin) – 0:57
7. Embryonic Womb-Walk (Geesin) – 1:14
8. Mrs. Throat Goes Walking (Geesin) – 2:05
9. Sea Shell and Soft Stone (Geesin/Waters) – 2:05
10. Give Birth to a Smile (Waters) – 2:49

## Besetzung
- Roger Waters – E-Bass, Gesang, Gitarre, Vokalisationen
- Ron Geesin – Gitarre, Violoncello, Hammond-Orgel, Harmonium, Klavier, Banjo, Mandoline, Vokalisationen
- David Gilmour – E-Gitarre (auf „Give Birth to a Smile“)
- Nick Mason – Schlagzeug (auf „Give Birth to a Smile“)
- Richard Wright – Hammond-Orgel (auf „Give Birth to a Smile“)